# Lubumbashi flygplats
Lubumbashi flygplats är en statlig flygplats i staden Lubumbashi i Kongo-Kinshasa. Den ligger i provinsen Haut-Katanga, i den södra delen av landet, 1 600 km sydost om huvudstaden Kinshasa. Lubumbashi flygplats ligger 1 309 meter över havet. IATA-koden är FBM och ICAO-koden FZQA. Lubumbashi flygplats hade 12 161 starter och landningar (varav 8 579 inrikes) med totalt 310 060 passagerare (varav 234 540 inrikes), 9 306 ton inkommande frakt (varav 8 896 ton inrikes) och 10 642 ton utgående frakt (varav 10 580 ton inrikes) 2015.